# Carl Maria von Bocklet
Carl Maria von Bocklet, född den 30 januari 1801 i Prag, död den 15 juli 1881 i Wien, var en österrikisk pianist, violinist, komponist och musikpedagog.
Bocklet, som var känd som virtuos, var från 1821 musiklärare i Wien. Han var högt aktad av Beethoven, liksom av Franz Schubert, som tillägnade honom sin stora Seconde grande Sonate (opus 53).